# Mixopsis venusta
Mixopsis venusta är en fjärilsart som beskrevs av Paul Dognin 1921. Mixopsis venusta ingår i släktet Mixopsis och familjen mätare. Inga underarter finns listade i Catalogue of Life.